# Carex hondoensis
Carex hondoensis är en halvgräsart som beskrevs av Jisaburo Ohwi. Carex hondoensis ingår i släktet starrar, och familjen halvgräs. Inga underarter finns listade i Catalogue of Life.